# اکتاس
اکتاس (به لاتین: Aktas) یک منطقهٔ مسکونی در قزاقستان است که در استان الماتی واقع شده‌است.

## خصوصیات
اکتاس ۳۷۸ نفر جمعیت دارد.